# 雲南市立大東中学校
雲南市立大東中学校（うんなんしりつだいとうちゅうがっこう）は、島根県雲南市大東町にある中学校。

## 概要
- 〒699-1245　島根県雲南市大東町養賀967

## 学区
・雲南市立大東小学校・雲南市立佐世小学校・雲南市立西小学校・雲南市立阿用小学校・雲南市立海潮小学校　
注:住所が上記に5つの小学校の校区であれば、入学可能。
※2014年3月に児童減少により閉校した旧雲南市立久野小学校とも大東中学校区だった。

## 沿革
- 2004年11月1日 - 雲南市立大東中学校に改称。
- 2024年4月1日 - 雲南市立海潮中学校を統合。

## 生徒会
運営部
健康委員会
生活委員会
美化委員会
文化委員会
応援団
福祉委員会
図書委員会

## 部活動
野球部
サッカー部
陸上部
女子ソフトボール部
男子バレーボール部
女子バレーボール部
バスケットボール部
バドミントン部
剣道部
吹奏楽部
クリエイティ部
野球部、陸上部、バドミントン部、男子バレー部、バスケットボール部、剣道部、クリエイティ部は地区大会出場経験があり野球部、陸上部、バドミントン部、クリエイティ部は全国大会出場経験もある。